# جون سبنسر (لاعب كرة قدم أسترالية)
جون سبنسر (بالإنجليزية: John Spencer)‏ هو لاعب كرة قدم أسترالية أسترالي، ولد في 7 أغسطس 1927، وتوفي في 3 أبريل 1998.

## وصلات خارجية
- جون سبنسر على موقع AustralianFootball.com (الإنجليزية)
- جون سبنسر على موقع AFLtables.com (الإنجليزية)